# Gripa
Grípa (tudi influénca) je nalezljiva virusna bolezen dihal, ki jo povzročajo RNA-virusi iz družine Orthomyxoviridae. V sezonskih epidemijah se hitro razširi po svetu, s čimer povzroča veliko gospodarsko škodo v obliki odsotnosti z dela in stroškov zdravljenja. Velike genetske spremembe virusa so v 20. stoletju povzročile tri pandemije gripe, v katerih je umrlo na milijone ljudi. Ime »influenca« izhaja iz starega verovanja, da bolezen povzročajo neugodni astrološki vplivi oz. »influence«.
Gripa je zelo spremenljiva bolezen – podobni virusi obstajajo pri prašičih in domači perjadi. V območjih z veliko gostoto ljudi in živali, denimo v nekaterih delih Azije, sočasne okužbe med vrstami omogočajo, da se izmenja genetski material različnih oblik virusov gripe. Verjetno je, da se bo prej ali slej pojavila kombinacija, ki bo lahko tako smrtonosna kot virus španske gripe.
Gripa se navadno razširi pozimi, verjetno zaradi tega, ker tedaj ljudje preživljamo več časa skupaj v zaprtih prostorih in ker mraz oslabi imunski sistem. Ker imata severna in južna polobla zimo ravno v nasprotnem času leta, imamo vsakoletno pravzaprav dve obdobji gripe. Zato Svetovna zdravstvena organizacija pripravlja po dve obliki cepiva proti gripi, eno za severno, drugo pa za južno poloblo. Cepivo se vsakoletno spreminja, glede na pričakovane oblike gripe v tistem letu. Tako učinek cepiva ne more biti dolgotrajen.
Bolezen navadno zdravimo simptomatsko. Telesno temperaturo na primer nižamo z antipiretiki, bolečine lajšamo z analgetiki (npr. paracetamol).

## Tipi
Znani so trije rodovi virusa gripe, ki se ločijo po antigenskih razlikah beljakovin v celičnem jedru in celičnem matriksu. To so:
- Virusi gripe A, ki okužijo sesalce in ptiče (znani tudi kot ptičja gripa)
- Virusi gripe B, ki okužijo le ljudi
- Virusi gripe C, ki okužijo le ljudi in prašiče

Virusi gripe tipa A so najverjetnejši povzročitelji epidemije in pandemije, saj lahko pri njih pride do nenadne večje spremembe genoma, tako imenovanega antigenskega premika, kadar je celica istočasno okužena z dvema različnima sevoma virusa in se genoma prerazporedita. Na takšne večje spremembe imunski sistem ni pripravljen. Pri tipih B in C prihaja zaradi točkovnih mutacij le do manjših sprememb genoma, tako imenovanega antigenskega odmika.
Viruse gripe tipa A je moč nadalje razvrstiti glede na dve vrsti beljakovin kapside: hemaglutunina (oznaka HA ali H) in nevraminidaze (oznaka NA ali N), ki so bistvene za življenjski cikel virusa. Na osnovi tega je pri tipu A znanih šestnajst podtipov H in devet podtipov N. Pri tipu B so po drugi strani odkrili le en podtip H in en podtip N. Trenutno sta najpogostejši antigenski različici virusa A podtipa H1N1 in H3N2 (Yohannes et al., 2004).
Virusi gripe tipa B prizadenejo le ljudi in niso tako virulentni. Delijo jih v dve podvrsti, in sicer B/Victoria in B/Yamagata.
Virusi gripe tipa C imajo za razliko od virusov influence A in B z 8-segmentno enovijačno RNK genom sestavljen le iz 7 linearnih enovijačnih segmentov RNK. V svoji ovojnici imajo glikoprotein HEF (površinski hemaglutinin-esteraza-fuzijski protein), ki virusom omogoča tako pripenjanje na celice gostitelja, prodiranje vanje (fuzijo), kot tudi poznejše sproščanje
novonastalih virusov iz okuženih celic. Z virusi influence C se lahko okužijo ljudje in prašiči, vendar kot povzročitelji bolezni ne igrajo bistvene vloge, saj lahko izzovejo le obolenja blagih oblik. Trenutno ne poznamo nobenih podvrst virusov influence C.
Obstajajo pa še nadaljnje variacije; tako je specifični sev virusa gripe po standardni nomenklaturi označen s tipom virusa (A, B ali C), geografski lokaciji, kjer je bil prvič izoliran, letu izolacije, zaporedni številki izolacije ter podtipoma HA in NA (Yohannes et al., 2004). Zgleda take nomenklature sta A/Moscow/10/99 (H3N2) in B/Hongkong/330/2001.
Izraz »supergripa« navadno označuje sev virusa, ki se razširja nenavadno hitro, je neobičajno virulenten, ali pa se ne odziva na zdravljenje – takšni sevi navadno povzročijo epidemije in pandemije. Izraz je ohlapen in nima stroge znanstvene definicije.

## Patogeneza
Okužba se zgodi, ko virus okuži zgornje ali spodnje dihalne poti. Če so prisotna, lahko virusnospecifična IgG in IgA protitelesa proti površinskim antigenom, posebno proti HA, zmotijo okužbo ali bolezen. Virusna molekula hemaglutinina omogoči pritrjevanje virusa in kasnejšo membransko zlitje z respiratornimi epitelijskimi celicami. NA olajša vstopanje do epitelijskih celic skozi s sialooligosaharidi bogato respiratorno mukozno plast. NA je kasneje pomembna za sproščanje novih virusov iz celic. Zaradi okužbe in podvajanja v dihalnem epiteliju se virus izloča v dihalni sekret. Sledi lokalno širjenje in možno deskvamacija.
Virusne okužbe ostajajo omejene na dihalni sistem. Viremija je izredno redka, razen pri A(H1N1). Sistemski simptomi so manifestacija vnetnih mediatorjev. Okužba z gripo rezultira v poškodovanem mukociliarnem delovanju, zmanjšanem delovanju nevtrofilcev in drugih imunskih okvarah, ki so odgovorne za povečano tveganje bakterijske superinfekcije, ki jo opazimo pri gripi.

## Simptomi
| Simptom:                                                                           | senzitivnost | specifičnost |
| ---------------------------------------------------------------------------------- | ------------ | ------------ |
| Vročina                                                                            | 68–86%       | 25–73%       |
| Kašelj                                                                             | 84–98%       | 7–29%        |
| Zamašen nos                                                                        | 68–91%       | 19–41%       |
| - Vsi trije znaki, posebno še vročina, so manj senzitivni pri starejših od 60 let. |              |              |

Okoli 33% ljudi z gripo ne kaže znakov bolezni.
Znaki gripe se lahko pojavijo nenadoma, dan ali dva po okužbi. Prvi znaku bolezni so tresavica ali občutki mrzlice, pogosto pa se ob začetku bolezni pojavi s temperaturami med  38 in 39 °C. Veliko obolelih mora za nekaj dni obležati, trga in boli jih po vsem telesu, najhuje po hrbtih in nogah. 
Bolezen se prenaša kapljično in ima naslednje bolezenske znake:
- povišana telesna temperatura
- glavobol
- utrujenost
- suh kašelj
- boleče grlo
- zamašen nos
- kihanje
- bolečine v telesu; trganje v udih

Ti bolezenski znaki so hujši in trajajo dalj kot tisti pri prehladu. Okrevanje traja od enega do dveh tednov, lahko pa se pojavijo zapleti, denimo pljučnica, bronhitis, vnetja sinusov ali ušes. Kronične bolezenske težave lahko gripa še dodatno oteži. Astmatiki lahko začnejo dobivati napade, prav tako tudi srčni bolniki. Pri starih, bolnih ali zelo šibkih bolnikih lahko bolezen vodi celo v smrt. Gripa je v preteklosti pobila že milijone ljudi.
V zgodnjih obdobjih bolezni je težko razločiti gripo od navadnega prehlada, lahko pa jo prepoznamo po tem, da se nenadoma javi z visoko vročino in ekstremno utrujenostjo. Simptomi gripe so zmes znakov navadnega prehlada in pljučnice, bolečega telesa, glavobola in utrujenosti. Driska normalno ni znak za gripo pri odraslih,, čeprav jo je bilo videti pri "ptičji gripi" H5N1 in kot znak bolezni pri otrocih . Najzanesljivejši znaki so v navedeni v tabeli na desni.
Ker so protivirusna zdravila pri zdravljenju gripe učinkovita, če se jih začne jemati zgodaj, je pomembno, da se primere lahko zgodaj prepozna. Kombinacija zgoraj naštetih simptomov lahko izboljša točnost diagnoze . Dve analizi odločitev sta prišli do zaključka, da bo med lokalno epidemijo prevalenca nad 70%,  tako da se bolnikom lahko daje inhibitorje nevraminidaze brez testiranja. Tudi če ne gre za lokalen izbruh, je zdravljenje v časih gripe utemeljeno pri starejših v sezoni, dokler je prevalenca za gripo nad 15 %.
Laboratorijski testi za gripo se dalje izboljšujejo. Centri za nadzor in preprečevanje bolezni ZDA (CDEC) vzdržujejo ažuren seznam laborijskih testov, ki so na voljo. Po CDC imajo hitri diagnostični testi senzitivnost 70–75 % in specifičnost 90–95 % v primerjavi z virusno kulturo. Ti testi so lahko posebno koristni med sezono gripe  (prevalenca = 25 %) , in to v primeru, da ne gre za lokalen izbruh, ali pa izven sezone gripe (prevalenca = 10 %).
Občasno lahko gripa povzroči kako drugo hudo bolezen, kot sta primarna virusna pljučnica ali sekundarna bakterijska pljučnica. Očiten znak so v tem primeru težave pri dihanju. Otroku (ali morda odrasli osebi) gre lahko tudi navidez bolje, potem pa se pojavi huda vročina kot znak za izbruh bakterijske pljučnice.

## Epidemiologija
Epidemije gripe A se pojavljajo vsaki dve do tri leta, epidemije gripe B pa na štiri do šest let. Pandemije povzročajo samo virusi iz skupine influence A. Epidemija se začne nenadoma na določenem zemljepisnem področju. Vrh doseže v drugem do tretjem tednu in traja od pet do šest tednov. Na začetku se poveča število okužb dihal pri otrocih, za tem se poveča število obolelih odraslih s klinično sliko, značilno za gripo. Kmalu se poveča število bolnikov, napotenih v bolnišnice zaradi pljučnice, poslabšanja kronične obstruktivne bolezni ali zaradi poslabšanja srčnega popuščanja. Poveča se število umrlih zaradi pljučnic. Virus influence lahko osamimo pri ljudeh le v času epidemije. Skoraj vedno pojavijo v zimskih mesecih. Ker je zima na severni in južni polobli v različnem obdobju leta, sta pravzaprav v svetovnem merilu vsako leto dve sezoni gripe. Med epidemijo navadno zboli od 10 do 20 odstotkov ljudi, v določenih starostnih skupinah tudi od 40 do 50 odstotkov. V času epidemije najdemo v populaciji več virusov gripe, najpogosteje najdemo dva različna virusa podtipa A, virus influence A in B ali virus influence A in respiratorni sincicijski virus. O pandemiji govorimo, kadar se med prebivalstvom pojavi nov tip virusa influence A. Ljudje so za okužbo sprejemljivi, ker nimajo protiteles. Virus se hitro razširi po vsem svetu, po preboleli gripi pa postanejo ljudje imuni, zato se mora virus spremeniti. Nastanka pandemije ni mogoče napovedati. Časovni razmiki med doslej znanimi pandemijami so bili zelo različni.
| Ime pandemije             | Datum     | Št. smrti        | Smrtnost | Podtip virusa          | Indeks resnosti pandemije |
| ------------------------- | --------- | ---------------- | -------- | ---------------------- | ------------------------- |
| Pandemija gripe 1889–1890 | 1889–1890 | 1 milijon        | 0,15 %   | verjetno H3N8 ali H2N2 | /                         |
| Španska gripa             | 1918–1920 | 20–100 milijonov | 2 %      | H1N1                   | 5                         |
| Azijska gripa             | 1957–1958 | 1–1,5 milijona   | 0,13 %   | H2N2                   | 2                         |
| Hongkonška gripa          | 1968–1969 | 0,75–1 milijon   | < 0,1 %  | H3N2                   | 2                         |
| Ruska gripa               | 1977–1978 | ?                | /        | H1N1                   | /                         |
| Pandemija gripe leta 2009 | 2009–2010 | 18.000           | 0,03 %   | H1N1                   | /                         |

## Preprečevanje

### Cepljenje
Primarna metoda pri zaščiti in nadzoru nad gripo je cepljenje. Bistvenega pomena je cepljenje z ustreznim cepivom,
ki vsebuje antigene takega seva/podtipa virusa gripe, ki bo pozneje okužil cepljeno osebo. Zaradi ustvarjenih specifičnih protiteles je imunska obramba osebe v takem primeru uspešna, če pa se oseba okuži z njej neznanim virusom gripe, obstaja velika verjetnost obolevnosti oziroma razvoja kliničnih znakov gripe.
Zaradi hitrega mutiranja virusov influence je določeno cepivo praviloma učinkovito le nekaj let. Svetovna zdravstvena organizacija vsako leto napove, za katere seve virusa gripe je najverjetneje, da bodo v naslednjem letu krožili med prebivalstvom in s tem omogoči farmacevtskim podjetjem razvoj cepiv, učinkovitim proti tem sevom. Cepivo je vsako sezono reformulirano in zajema določene seve virusa gripe, vendar ne pokriva vseh sevov, ki so v določeni sezoni aktivni. Za razvoj in proizvodnjo milijonov odmerkov cepiva je potrebnih namreč okoli šest mesecev in v tem času se lahko med prebivalstvom nepredvideno razširijo novi sevi virusa. Možno je tudi, da bolnik kljub cepljenju zboli za sevom, ki ga sicer cepivo vsebuje, saj cepivo začne učinkovito delovati šele okoli dva tedna po cepljenju. Če se v tem času oseba okuži, lahko zboli..
Svetovna zdravstvena organizacija priporoča cepljenje proti gripi skupinam bolnikom z zvečanim tveganjem, med katere sodijo otroci, starostniki, zdravstveni delavci in bolniki s kroničnimi boleznimi, kot so astma, sladkorna bolezen, bolezni srca, ali z oslabljenim imunskim sistemom.

### Protivirusna zdravila
Sicer je cepljenje primarna metoda, lahko pa je učinkovita tudi začita s protivirusnimi zdravili. Za preprečevanje okužbe so indicirana pri bolnikih, ki so bili cepljeni šele v času zadnjih dveh tednov, pri tistih, kjer se cepivo ne sme uporabiti, in pri bolnikih z oslabljenim imunskim sistemom, pri katerih cepivo morda ne bi bilo učinkovito. Če se uporabi tudi cepivo, se lahko protivirusna zdravila prekinejo dva tedna po cepljenju, sicer pa se dajejo do konca epidemije. Ne vplivajo na učinkovitost cepiva. Uporabljajo se amantadin, rimantadin ter zaviralci nevraminidaze (zanamivir in oseltamivir). Odmerki za preventivo so enaki kot pri zdravljenju s temi zdravili, razen pri oseltamivirju, kjer je profilaktični odmerek polovičen.

## Zdravljenje
Zdravljenje je pri večini bolnikov simptomatsko, vključno s počitkom, hidracijo ter po potrebi uporabo zdravil proti vročini (antipiretikov), pri čemer se pri otrocih izogiba uporabi aspirina. V primeru zapleta z dodatno bakterijsko okužbo je potrebno zdravljenje z antibiotiki.
Protivirusna terapija s prvo generacijo protivirusnih zdravil proti gripi, amantadinom in njegovim derivatom
rimantadinom, ki zavirata ionske kanalčke v virusni ovojnici in preprečujeta sproščanje virusnih ribonukleoproteinov, ni široko uporabna zaradi omejenega spektra delovanja le na viruse influence
tipa A, stranskih učinkov na osrednje živčevje in hitrega razvoja odpornosti. Nove možnosti pri zdravljenju in preventivi gripe je ponudilo odkritje, da je aktivno mesto encima virusne nevraminidaze (sialidaze) ohranjeno pri različnih podtipih virusov influence. Ta encim je nujen za virusno replikacijo in infektivnost, njegovo aktivno mesto pa ostaja ohranjeno tudi med genskimi spremembami. V novejšem času so razvili učinkovite in selektivne zaviralce virusne nevraminidaze, kot sta zanamivir in oseltamivir. Zanamivir in oseltamivir sta učinkovita proti virusom influence tipa A in B in uporabljata za
zdravljenje in preprečevanje gripe. Zanamivir ima neustrezno biološko uporabnost po peroralni aplikaciji, zato se uporablja lokalno v obliki inhalacij, oseltamivir pa se uporablja peroralno. Nastanek odpornih virusov pri klinični uporabi zaviralcev nevraminidaze je redek.

## Zgodovina
V 20. stoletju se je pojavilo več resnejših izbruhov bolezni. Med njimi je bila najbolj smrtonosna španska gripa, ki je trajala od leta 1918 do 1919. Pobila naj bi več ljudi kot prva svetovna vojna. Kasneje so se pojavile še manjše pandemije: azijska gripa v letu 1957 in hongkonška gripa v letu 1968.
Zatem se kljub pojavljanju manjših izbruhov (New Jersey, 1976; svetovni 1977; ptičja gripa v Hong Kongu, 1997) zaradi izboljšane imunosti in razvoja cepiv proti gripi pandemije niso več pojavljale.